# Dziurka (kawiarnia)

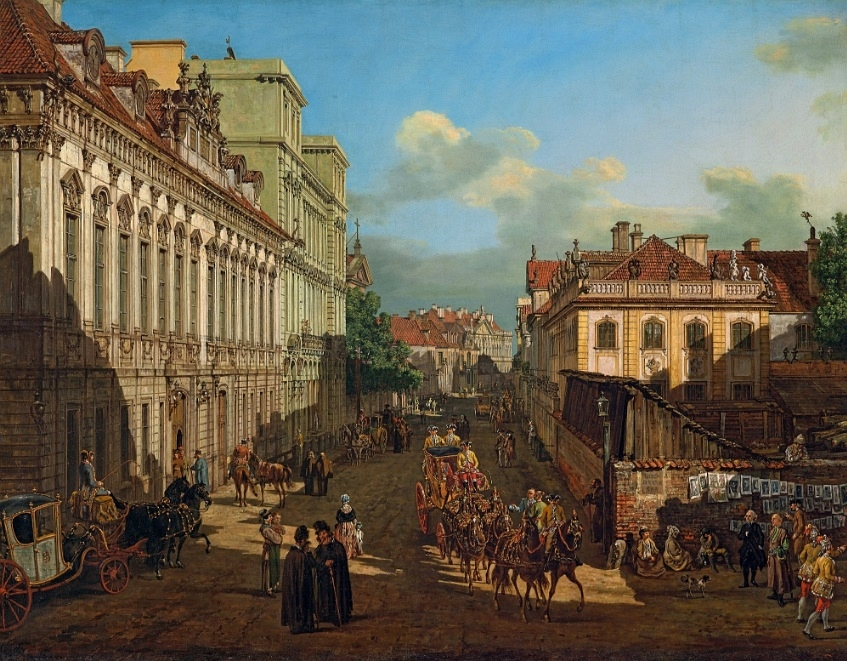
Na pierwszym planie Pałac Biskupów Krakowskich, dalej pałac Teppera (1770)

Dziurka lub Dziurka Marysi – warszawska kawiarnia działająca w latach 20. XIX wieku. Mieściła się na półpiętrze pałacu Teppera przy ul. Miodowej 7. 

## Opis
Do lokalu wchodziło się z klatki schodowej pałacu przez niewielkie drzwi, czyli „dziurkę“. 
Gośćmi kawiarni byli głównie młodzi dziennikarze, literaci, naukowcy. Do częstych bywalców lokalu można zaliczyć: Maurycego Mochnackiego, Klemensa Mochnackiego, Józefa Bohdana Zaleskiego, Maurycego Gosławskiego, Seweryna Goszczyńskiego, Ludwika Nabielaka, Ksawerego Bronikowskiego, Fryderyka Chopina, Antoniego Edwarda Odyńca. Lokal został zamknięty na pewien czas po upadku powstania listopadowego.
Pałac Teppera spłonął podczas obrony Warszawy we wrześniu 1939. W 1948 jego ruiny rozebrano w związku z budową tunelu Trasy W-Z.